# Кентервильское привидение
«Кентерви́льское привиде́ние» (англ. The Canterville Ghost) — готическо-юмористическая волшебная сказка англо-ирландского писателя Оскара Уайльда.

## История
Повесть «Кентервильское привидение» впервые была опубликована в лондонском журнале The Court and Society Review в 1887 году. Это было первое прозаико-новеллическое произведение О. Уайльда. Построенное как сатира на буржуазное общество конца XIX столетия, оно написано в стиле бурлеска, хотя в нём всё же угадываются романтически-сентиментальные нотки. Сам писатель охарактеризовал новеллу как «материо-идеалистический романтический рассказ».

## Содержание
Замок Кентервиль, над которым тяготеет древнее проклятие в виде привидения сэра Саймона де Кентервиля, убившего свою высокородную супругу леди Элеонору в 1575 году, покупает американский посол в Великобритании Хайрам Б. Отис и селится там вместе со своими женой и детьми. Потревоженный призрак пытается запугать представителей современной американской цивилизации внезапно возникающими кровавыми пятнами, мощными громовыми раскатами, звоном ржавых цепей по ночам — но тщетно. Первая встреча лицом к лицу призрака с членами семейства Отисов имела два последствия: господин посол предложил призрачному сэру Саймону пузырёк с машинным маслом для смазки ржавых цепей; малолетние же братья-близнецы, младшие отпрыски г-на Отиса, забросали беззащитное привидение подушками. Разгневанный сэр Саймон грозится страшно отомстить, однако при следующих попытках запугать ненавистное семейство и выкурить его из замка сам призрак получает ранение, пытаясь облачиться в свои старые доспехи. Неоднократно подстерегаемый по ночам, преследуемый и гонимый неукротимыми близнецами, протягивавшими верёвки в коридорах, по которым он бродил, натиравшими паркет скользким маслом и обливавшими привидение водой, старый дух в конце концов совсем занемог.
Однажды Вирджиния Отис, старшая дочь господина Отиса, девушка сентиментальная, случайно обнаруживает скрытую дверь, за которой находится зала, в которой живёт привидение. При этом она открывает старинное рифмованное пророчество, говорящее о том, что молитва невинного молодого создания за сэра Симона может спасти душу несчастного привидения, дать ему наконец покой и небесное спасение. Призрак же болен, оскорблён и в своей печали почти безутешен. Вирджиния решает помочь ему.
После того, как семья обнаруживает исчезновение своей старшей дочери, начинаются лихорадочные поиски Вирджинии по всей округе. Отец и герцог Сесил, жених девушки, руководят поисками в городке, близнецы же переворачивают вверх дном замок Кентервиль. Подозрение, что Вирджиния похищена виденными по соседству цыганами, не подтвердилось. К вечеру поиски пришлось свернуть, и вся семья в унынии собирается в замке. Внезапно, ровно в полночь, в зале Кентервильского замка, сопровождаемая раскатами грома, появляется Вирджиния. В руках у неё — шкатулка со старинными драгоценностями рода Кентервиль, подаренная ей благодарным сэром Саймоном. А во дворе замка расцветает сухое миндальное дерево.
Отисы находят истлевшие останки сэра Саймона де Кентервиля и хоронят их в освящённой земле. Жизнь в замке благополучно продолжается. Вирджиния выходит замуж за любимого ею герцога.

## Исторический прообраз
По мнению Дебби Фельтон, описание внешности привидения позаимствовано из классической истории об Афинодоре. Наняв дешёвый дом в Афинах, он однажды увидел «старого человека, по виду чрезвычайно истощённого и грязного, с длинной бородой и всклокоченными волосами, гремящего цепями на руках и ногах». Привидение указало философу место своего тайного погребения, и после перезахоронения останков с надлежащими церемониями больше не появлялось и не беспокоило обитателей дома.

## Экранизации (избранное)
- 1944 — Кентервильское привидение (The Canterville Ghost); первая экранизация произведения (США). Режиссёр Жюль Дассен, в роли Призрака Чарльз Лоутон. Фильм был поставлен в актуальном для военного времени духе — на фоне борьбы американцев и англичан с немецкими нацистами.
- 1964 — Кентервильское привидение (Das Gespenst von Canterville); немецкая (ФРГ) телевизионная экранизация.
- 1968 — Кентервильское привидение (Duch z Canterville); польская телевизионная экранизация, режиссёры Эва и Чеслав Петельские, в главных ролях Ян Чечерский, Александер Дзвонковский, Чеслав Воллейко и Барбара Людвижанка.
- 1970 — Кентервильское привидение; мультипликационный фильм, СССР.
- 1974 — Кентервильское привидение (The Canterville Ghost); с Дэвидом Найвеном в роли Призрака и Джеймсом Уитмором.
- 1986 — Кентервильское привидение (The Canterville Ghost); телевизионный фильм с Джоном Гилгудом в роли Призрака и Алиссой Милано в роли Дженнифер (она же Вирджиния в повести) Отис.
- 1988 — The Canterville Ghost; американский мультипликационный фильм.
- 1990 — The Canterville Ghost; мультипликационный фильм.
- 1993 — Несколько страниц из жизни призрака; мультипликационный фильм (кукольный), Россия.
- 1996 — The Canterville Ghost; телевизионный фильм с Патриком Стюартом в роли Призрака и Нив Кэмпбелл в роли Вирджинии Отис.
- 2005 — Das Gespenst von Canterville; телевизионный художественный фильм, Германия.
- 2013 — КиндерВилейское привидение — детский фильм по мотивам новеллы, Беларусь[4]
- 2014 — Кентервильское привидение (The Canterville Ghost) — запланированный мультипликационный фильм, Великобритания, Канада.
- 2021 — Кентервильское привидение (мини-сериал), Великобритания.

## Мюзиклы
- 2002—2003 — Кентервильское привидение (музыка — Андрей Иванов, тексты песен — Дмитрий Рубин).
- 2007 — Призрак Замка Кентервиль (музыка — Владимир Баскин, либретто — Вячеслав Вербин), постановки: Иркутский музыкальный театр (2007), Сыктывкарский театр оперы и балета (2009), Ивановский музыкальный театр (2010), Киевский ТЮЗ (на украинском языке, 2012), Северский музыкальный театр (2015), Свердловский театр драмы (2016), Шахтинский театр драмы (2017), Липецкий драматический театр (2019), Карагандинский театр музыкальной комедии (2021), Кемеровский музыкальный театр (2022),Омский театр кукол "Арлекин"(2023).
- Кентервильское привидение (музыка — Владимир Калле, либретто — Вячеслав Вербин, Санкт-Петербургский театр «Рок-опера»).
- 2014 — музыкальный спектакль «Кентервильское привидение» в Московском драматическом губернском театре.
- 2016—н. в. — Кентервильское привидение (музыка — Сергей Ушаков, тексты песен — Сергей Маковский, ТЮЗ им. Брянцева[5])
- 2018—н. в. — музыкально-песочная фантазия «Кентервильское Привидение» («Театр Музыки и Песка», Нижний Новгород).
- 2023 — музыкальный спектакль «Кентервильское привидение» Мастерской Арины Мороз, Москва